# (3619) Nash
(3619) Nash est un astéroïde de la ceinture principale.

## Description
(3619) Nash est un astéroïde de la ceinture principale. Il fut découvert le 2 mars 1981 à Siding Spring par Schelte J. Bus. Il présente une orbite caractérisée par un demi-grand axe de 2,39 UA, une excentricité de 0,24 et une inclinaison de 4,0° par rapport à l'écliptique.

## Compléments